# Rycerka Dolna
Rycerka Dolna est une localité polonaise de la gmina de Rajcza, située dans le powiat de Żywiec en voïvodie de Silésie.